# Nuestro Tiempo
Nuestro Tiempo est un film dramatique mexicain réalisé par Carlos Reygadas, sorti en 2018.

## Synopsis
Dans un immense ranch mexicain, un célèbre poète, Juan, vit avec sa femme, Esther, ses trois enfants et ses employés. Le couple de Juan et Esther partage au départ un idéal commun et courageux d'ouverture, cette capacité à assumer l'aventure sexuelle avec d'autres partenaires, sans que le couple n'en pâtisse. Jusqu'au jour où Esther éprouve trop de sentiments et de passion pour un étranger de passage, un américain, dresseur de chevaux, et commence à mentir à Juan. Il s'ensuit une descente dans l'enfer de la jalousie, de la suspicion et de la manipulation mentale. Le film sert son propos au moyen de longs plans contemplatifs et de scènes crues, quasi documentaires, qui nous font découvrir la vie et les métiers dans un ranch où l'on élève des taureaux de combats.

## Fiche technique
- Titre original : Nuestro Tiempo
- Réalisation : Carlos Reygadas
- Scénario : Carlos Reygadas
- Décors :
- Costumes :
- Photographie : Adrian Durazo et Diego García
- Montage : Natalia López
- Musique :
- Producteur : Jaime Romandia
  - Producteur associé : Julio Chavezmontes, Jim Stark, Dan Wechsler et Jamal Zeinal Zade
  - Coproducteur : Eva Jakobsen, Mikkel Jersin, Fiorella Moretti, Anthony Muir et Katrin Pors
  - Producteur délégué : Lorena Rosendo
- Production : Mantarraya Producciones
  - Coproduction : No Dream Cinema, Le Pacte, Luxbox, ZDF, Sorfond, Mer Film et Snowglobe Films
- Distribution : Les Films du Losange
- Pays de production :  Mexique
- Genre : Drame
- Durée : 173 minutes
- Dates de sortie :
  - Italie : 5 septembre 2018 (Venise)
  - Canada : 6 septembre 2018 (Toronto)
  - Mexique : 25 septembre 2018
  - France : 6 février 2019

## Distribution
- Carlos Reygadas : Juan
- Natalia López : Esther
- Phil Burgers : Phil
- Rut Reygadas : Leonora
- Maria Hagerman : Lorena
- Yago Martínez : Juan enfant
- Eleazar Reygadas